# René Felber
Pour les articles homonymes, voir Felber.
René Felber, né le 14 mars 1933 à Bienne (originaire de Kottwil et du Locle) et mort le 18 octobre 2020, est une personnalité politique suisse, membre du Parti socialiste suisse. Il est député du canton de Neuchâtel au Conseil national de 1967 à 1981, conseiller d'État de 1981 à 1987 et conseiller fédéral de 1988 à 1993.

## Biographie

### Jeunesse, études et carrière professionnelle
Originaire de Kottwil et du Locle, René Felber est né à Bienne, dans le canton de Berne, le 14 mars 1933. Il est le fils de Josef Felber et de Maria Diebold, des ouvriers qui ont quitté le canton de Lucerne pour trouver du travail dans l'horlogerie dans l'Arc jurassien. Il grandit à Neuchâtel, où il obtient son baccalauréat, puis son brevet pédagogique à l'école normale d'instituteurs. Ses études constituent un grand sacrifice financier pour ses parents. De 1955 à 1964, il exerce sa profession à Boudevilliers puis au Locle. Il devient correspondant du Courrier de Genève pour le canton de Neuchâtel.

### Début du parcours politique
René Felber entre en politique comme membre socialiste du Conseil général du Locle en 1960. Quatre ans plus tard, lors de la séance du Conseil général du 12 juin 1964, il est élu au Conseil communal en remplacement de Henri Jaquet. Il obtient 38 voix sur 38 conseillers généraux présents et est le mieux élu des cinq conseillers communaux. Le 17 juin, René Felber est élu président du Conseil communal et se voit par ailleurs attribuer la responsabilité des Services industriels. Il reste président du Conseil communal jusqu'en 1980, mais change entre-temps de dicastère et passe des Services industriels aux Finances. À ce poste, il doit faire face aux difficultés économiques liées à la crise horlogère qui commence en 1975. Il s'engage également pour les ouvriers qui ont perdu leur travail à la suite de cette crise. Ses seize ans passés à la tête de la commune et son engagement lui valent le surnom de « Monsieur Le Locle ». Il est également député au Grand Conseil du canton de Neuchâtel de 1965 à 1976. 
Élu conseiller national en 1967, il siège à la chambre basse du parlement suisse où il préside le groupe socialiste du parlement en 1980-1981. En 1981, il est élu au Conseil d'État du canton de Neuchâtel,. Il quitte alors le Conseil national car seul un membre du Conseil d'État neuchâtelois peut y siéger parallèlement à son mandat et c'est déjà le cas du libéral Jean Cavadini. Au Conseil d'État, il prend la direction du Département des finances et des cultes,. 

### Conseiller fédéral
Le 9 décembre 1987, René Felber est élu au Conseil fédéral, en l'emportant sur le Genevois Christian Grobet dès le 1er tour de scrutin,. Il succède ainsi à Pierre Aubert, un autre socialiste neuchâtelois qui l'avait emporté sur lui dix ans plus tôt lors de la course à la succession de Pierre Graber,, et devient le 97e conseiller fédéral de l'histoire[réf. nécessaire]. Son mandat commence le 1er janvier 1988 et il est chargé de la direction du Département des affaires étrangères,. Il assume également la présidence du Conseil fédéral en 1992.  
À ce poste, il poursuit et amplifie la politique d'ouverture vers le monde de son prédécesseur, dans un contexte marqué par la chute du mur de Berlin et de la fin du communisme,. Il participe à la redéfinition de la neutralité suisse,. Sous son mandat, la Suisse participe ainsi pour la première fois à des sanctions des Nations unies, d'abord contre l'Irak après l'invasion du Koweït, puis dans le conflit yougoslave,. Il s'engage également en faveur de la participation de la Suisse à des missions de maintien de la paix de l'ONU (Chypre, Liban, Namibie et Sahara occidental) et en fait un membre actif de la Conférence sur la sécurité et la coopération en Europe (CSCE),. Il signe en 1990, avec le président de la Confédération Arnold Koller, la Charte de Paris pour une nouvelle Europe élaborée dans le cadre de la CSCE. C'est également en 1990 qu'il reçoit Nelson Mandela à Berne, directement après la sortie de prison de ce dernier et alors qu'il n'a pas de fonction politique. Il entretient également de bonnes relations avec le président français François Mitterrand et le ministre soviétique des affaires étrangères Edouard Chevardnadze. 
Felber soutient en revanche en vain l'adhésion de la Suisse à l'Espace économique européen puis à l'Union européenne (UE). Il est d'ailleurs le premier membre du Conseil fédéral à se prononcer en faveur de l'adhésion à l'UE. Le Conseil fédéral approuve cette idée par quatre voix contre trois et il dépose la demande d'adhésion le 18 mai 1992 à Bruxelles. 
Parallèlement, René Felber mène avec Jean-Pascal Delamuraz les négociations d'adhésion à l'Espace économique européen. Il s'engage ensuite fortement avec ce dernier dans la campagne référendaire pour soutenir l'adhésion,. Il est largement suivi dans son canton qui donne la plus grande proportion de oui (82 %), mais pas sur le plan suisse (49,7 % d'approbation) le 6 décembre 1992. Cette votation est considérée comme le principal échec de sa carrière politique. 
Des ennuis de santé - les suites d'une tumeur à la vessie enlevée deux ans plus tôt, - le contraignent à la démission et il quitte le gouvernement fédéral le 31 mars 1993. La socialiste Ruth Dreifuss lui succède.

### Vie après la politique
Après sa démission du Conseil fédéral, René Felber déménage en Valais et parvient à retrouver la santé. Il assume alors différents mandats, dont la présidence de l'Assemblée interjurassienne de 1994 à 1996 et du conseil de fondation du Centre international de déminage humanitaire de Genève de 1998 à 2000.
Il meurt le 18 octobre 2020,.

## Personnalité
René Felber avait gardé de sa formation d'enseignant un langage clair, précis et convaincant. Il a prononcé un émouvant hommage à Pierre Graber lors de ses funérailles à Lausanne. Il faisait preuve de beaucoup de chaleur humaine. 